# Goal (hockey su ghiaccio)

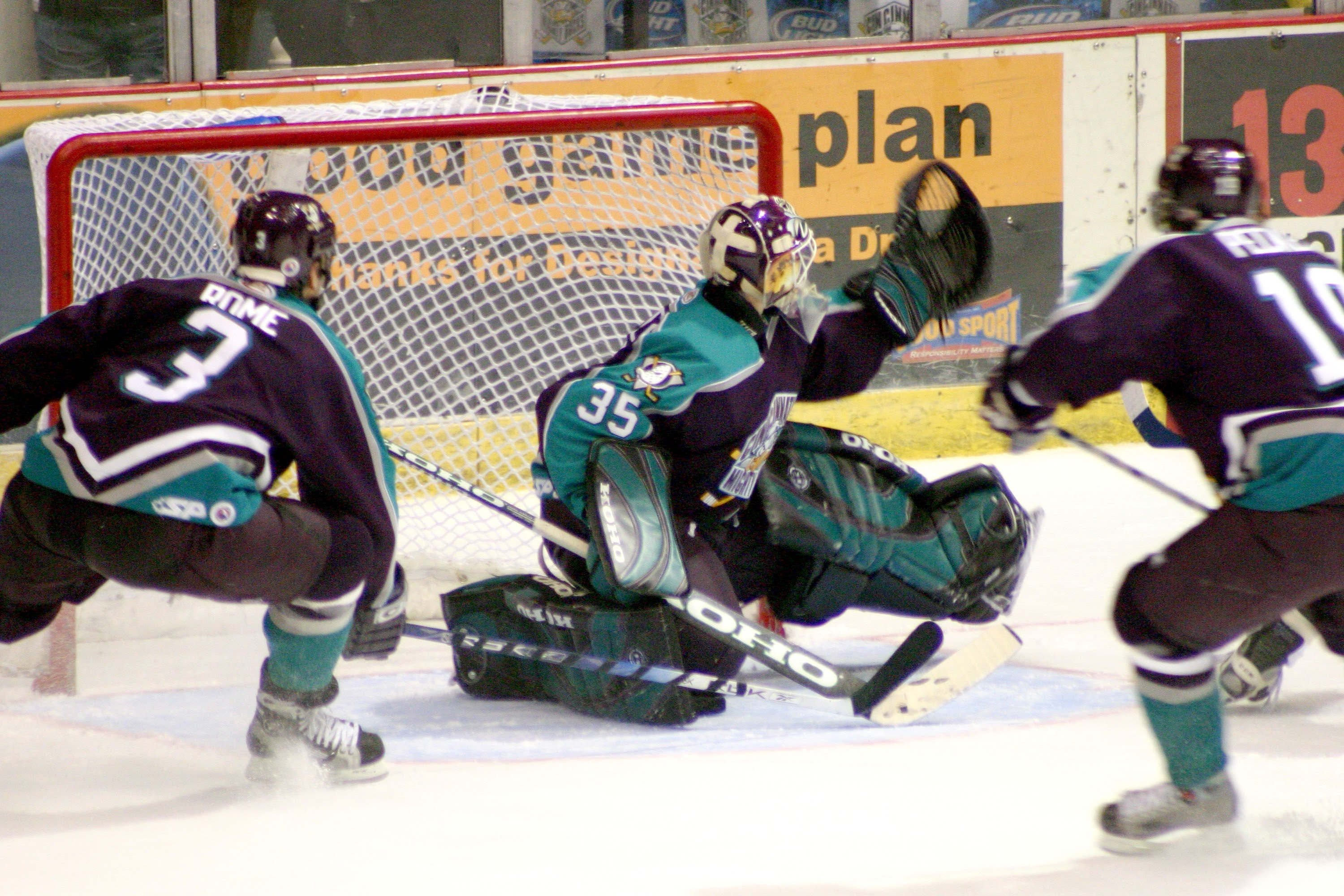
Il portiere non riesce a stoppare il tiro di rete e il disco scalfisce la parte alta della rete, finendo a sbattere contro una bottiglia d'acqua.

Nell'hockey su ghiaccio, un goal è segnato quando il paleo sorpassa la linea di porta, delimitata dai due pali laterali e dalla sbarra superiore del telaio.
Una rete comporta l'attribuzione di un punto all'ultimo giocatore che tocca il disco, fra quelli della squadra che segna. Ciò si verifica a prescindere dalla squadra di appartenenza del giocatore che devia il tiro e segna.
Normalmente, il giocatore dirige il disco con la propria stecca da hockey verso il centro della porta avversaria, mentre il portiere tenta di bloccarlo.

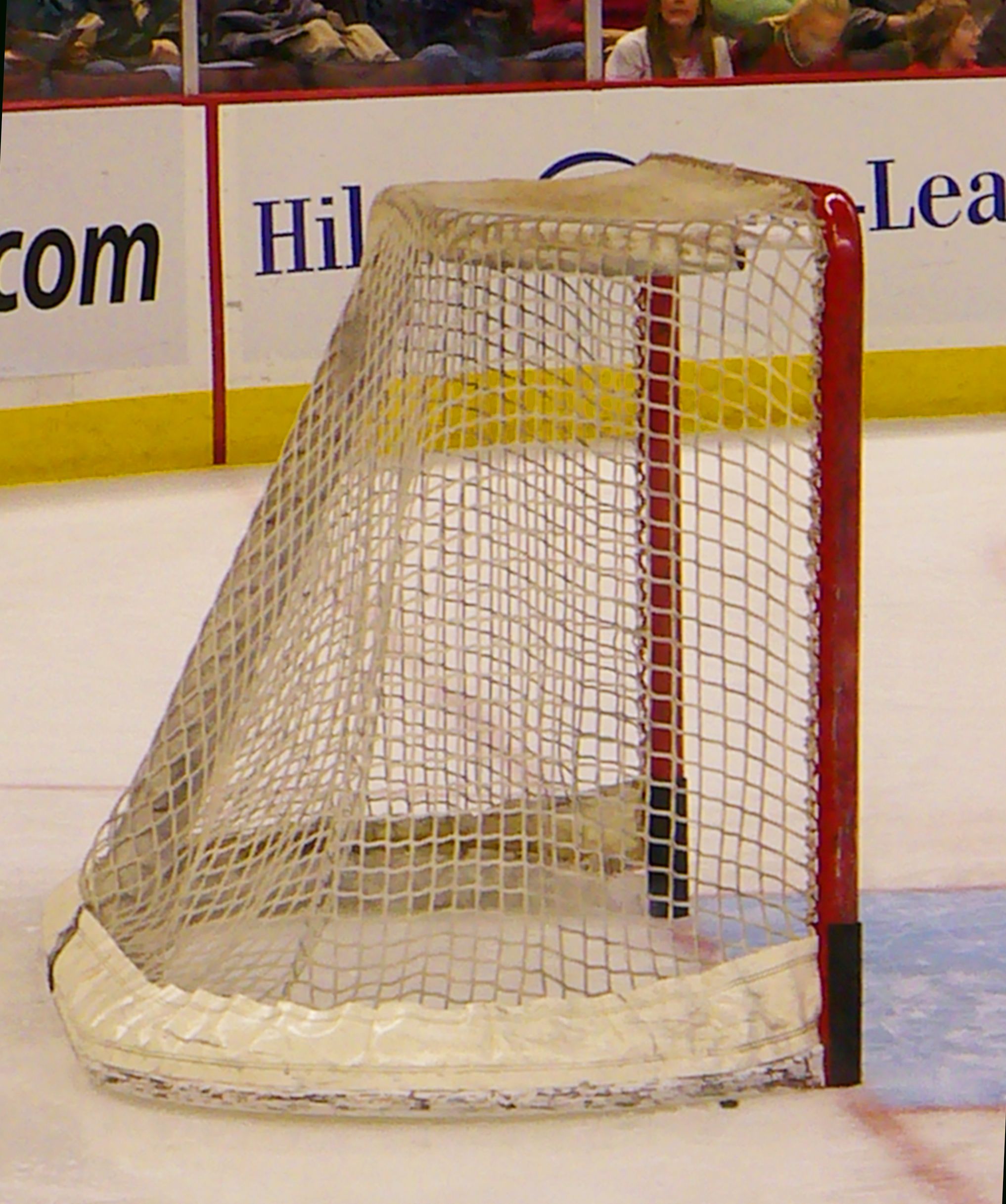
Immagine di una porta da hockey.

Il termine goal può anche indicare il telaio della porta a forma rettangolare, la cui parte anteriore è composta da due pali verticali uniti da una barra orizzontale superiore, verniciata in un colore variabile a seconda del campionato nazionale.
La rete posteriore serve a fermare il disco quando sorpassa la linea di porta. La porta delimitata come ora detto, è considerata parte dell'area di gioco, per cui le regole dell'hockey consentono di riprendere e tirare il disco anche dietro le rete della porta. 
Secondo le regole della National Hockey League, la porta deve essere larga 180 cm per 120 cm di altezza e 110 cm di profondità nel lato inferiore della porta, lungo il campo.

## Modi di segnare punti

Nello schema rappresentato, il giocatore con la maglia blu a destra ottiene il punteggio per un assist, mentre al giocatore (squadra blu) a sinistra è attribuito il punteggio del goal.

Nell'hockey su ghiaccio, vince la squadra che fa più reti. Portieri e difensori sono impegnati in primo luogo a impedire che la squadra avversaria riesca a segnare rete. Gli attaccanti sono impegnati in difesa quando i difensori si trovano inevitabilmente a giocare d'attacco, per cui non di rado capita che sia lo stesso portiere a dover rilanciare il disco, o che si trovi da solo a difendere una porta rimasta sguarnita.
Perché sia aggiudicata la rete, è necessario che il disco oltrepassi completamente la linea di porta, delimitata ai lati dai due puntelli verticali e orizzontalmente dalla linea a terra parallela alla loro sbarra di congiunzione. Una rete è annullata qualora si verifichino una (o più) delle seguenti eventualità:
- il tiro del disco è effettuato con una stecca che viene elevata al di sopra della barra superiore della porta
- il disco sia intenzionalmente tirato in rete con i piedi, battuta lateralmente o a terra facendola rimbalzare sul ghiaccio da parte di un attaccante;
- il disco può essere deviato dal pattino su ghiaccio o dal corpo del giocatore a patto che tale azione di spingere coi piedi o deviare il disco non siano volontarie;
- il disco che segna la rete, è stato deviato da un giudice di gara
- il portiere è marcato da un attaccante;
- al momento del goal, la squadra che segna la rete ha sulla pista di ghiaccio un numero di giocatore superiore al consentito
- la rete viene segnata con un bastone non più integro;
- la rete non è fissata perfettamente prima del momento del contatto col disco;
- il portiere lancia il disco dopo aver oltrepassato la linea mezzana;
- il disco urta due o più punti dell'area di gioco prima che una sua parte oltrepassi la linea di porta.

È invece consentito sostituire il portiere con un ulteriore attaccante.
Inoltre, in alcuni campionati nazionali la rete è annullata anche quando, prima della rete, un giocatore della squadra attaccante pone il pattino o la stecca nel cosiddetto “cerchio di porta”, area a forma di D (semicircolare) compresa fra la linea di porta e l'arco che unisce i suoi estremi. 
La National Hockey League decise di abolire questa regola a partire dalla stagione 1999-2000, a seguito delle contestazioni sorte nelle partite finali della Stanley Cup, quando Brett Hull segnò la rete decisiva per la vittoria ai tempi supplementari di sei finali del campionato. Alcuni ritennero che la moviola in quel caso avesse dimostrato che Hull abbia lanciato il disco avendo già oltrepassato col pattino il cerchio di porta.

## Punti assegnati per le reti e per gli assist

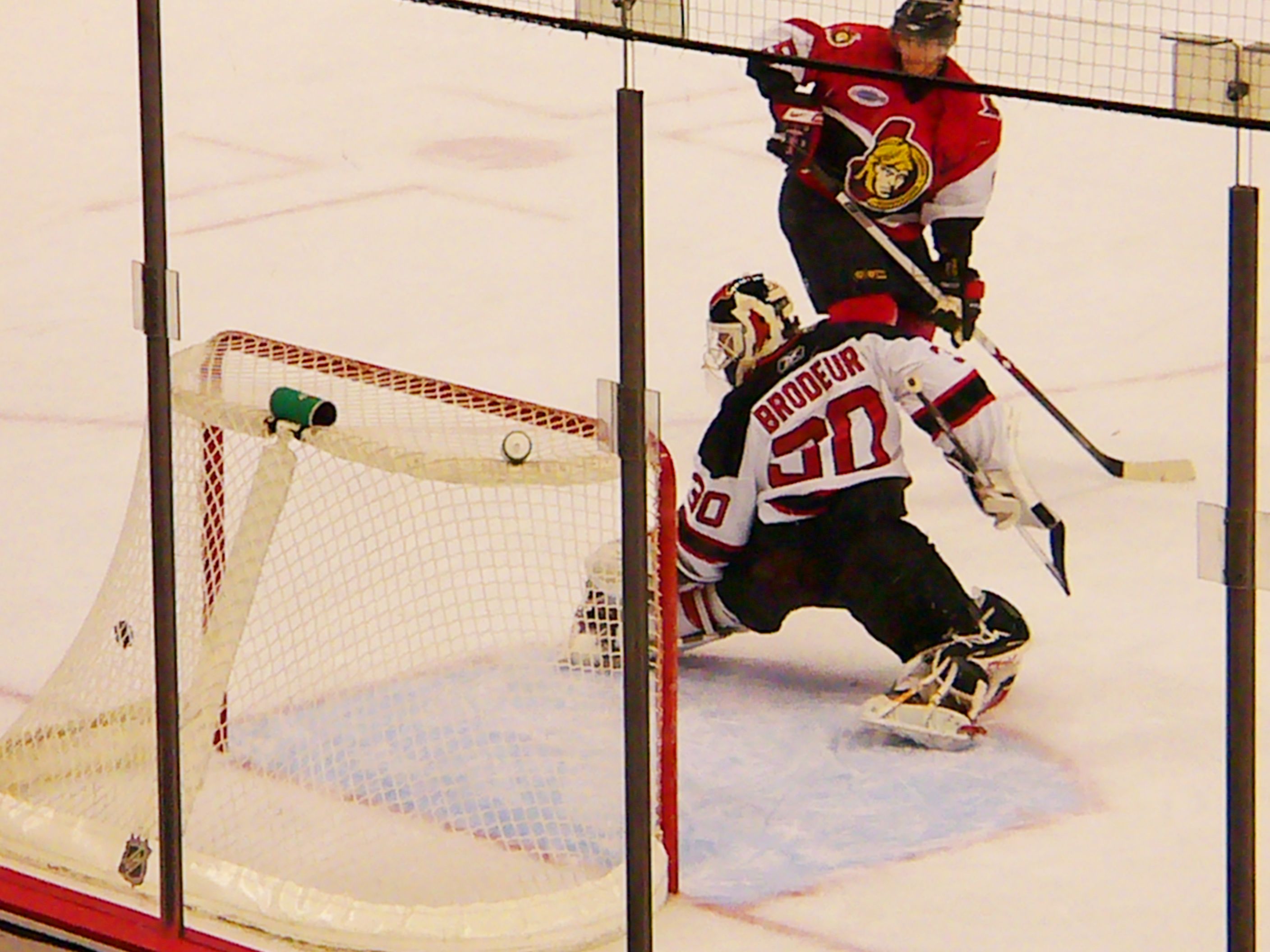
Immagine di un tiro in porta.

Di norma, il punteggio del goal è assegnato all'ultimo giocatore della squadra che tocca il disco prima di segnare. Uno oppure due giocatori della sua squadra possono ottenere il punteggio per gli assist, poiché il loro gioco ha aiutato la squadra a segnare. Se un terzo giocatore della stessa squadra riesce a toccare il disco prima del goal e senza che un giocatore avversario stia marcando chi segna la rete, anche questo terzo giocatore ottiene un assist.
Per quanto riguarda il giocatore di hockey, reti e assist valgono entrambi per il punteggio, vale a dire che il punteggio del giocatore è dato dalla somma degli assist e delle reti da lui segnate. Una regola afferma che per ogni rete possa essere assegnato al massimo un punto al singolo giocatore. Ciò significa che, a seguito di una rete, un giocatore ottiene o il punto per il goal oppure il punteggio per l'assist, ma non entrambi; come detto, è invece possibile che in giocatore ottenga il punteggio per la rete, e un altro per l'assist (fino a un massimo di tre compagni di squadra).
Nelle squadre di hockey normalmente sono gli attaccanti a segnare il maggior numero di reti e quindi a ottenere i punteggi più alti, anche se i difensori hanno l'opportunità di segnare sia reti sia assist. Nel gioco di livello professionistico, i portieri ottengono di rado un assist, e più raramente ancora riescono a segnare una rete quando la porta avversaria non è difesa (manca il portiere).
Diversamente dagli altri giocatori in pista, i portieri hanno un'ampia libertà di movimento, per permettere alla propria squadra di prendere il controllo del disco.